# Maysaa Sabreen
Maysaa Sabreen o Maysaa Sabrine o Maysaa Sabrin (en árabe; ميساء صابرين) es una economista siria que sirvió como presidenta del Banco Central de Siria, designada en diciembre de 2024, hasta marzo de 2025. Fue la primera mujer que ocupa este cargo en la historia de la institución.

## Primeros años y educación
Sabrine obtuvo su licenciatura, maestría y doctorado en contabilidad en la Universidad de Damasco. También es contadora pública certificada.

## Carrera
La carrera de Sabrine abarca más de 15 años en los sectores financiero y bancario. Antes de su nombramiento como Presidenta, se desempeñó como Primera Vicegobernadora del Banco Central de Siria a partir de octubre de 2018. También representó al Banco Central como miembro de la junta directiva de la Bolsa de Valores de Damasco. En sus funciones anteriores, Sabrine trabajó como Directora de la Dirección de la Comisión Gubernamental para Bancos, adquiriendo experiencia en supervisión regulatoria y financiera.

### Nombramiento como Presidenta del Banco Central
El 30 de diciembre de 2024, Sabrine fue nombrada gobernadora del Banco Central de Siria por la nueva administración siria que asumió tras la caída del régimen de Assad. Esta fue la primera vez que una mujer asumió el liderazgo de la institución desde su creación hacía más de 70 años.